# Epomops buettikoferi
Il pipistrello della frutta dalle spalline di Buettikofer (Epomops buettikoferi  Matschie, 1899) è un pipistrello appartenente alla famiglia degli Pteropodidi, diffuso nell'Africa occidentale.

## Descrizione

### Dimensioni
Pipistrello di medie dimensioni con la lunghezza della testa e del corpo tra 129 e 181 mm, la lunghezza dell'avambraccio tra 83 e 93 mm e un peso fino a 190 g.

### Aspetto
La pelliccia è corta, soffice, leggermente lanuginosa e si estende fino agli avambracci. Le parti dorsali variano dal marrone scuro al bruno dorato chiaro con dei riflessi arancioni o rossastri sulla nuca e le zampe, mentre le parti ventrali sono più chiare e più grigiastre, e passano gradualmente al bianco sull'addome. I maschi hanno delle spalline bianche. Il muso è allungato con le labbra e le guance carnose ed espansibili. Gli occhi sono grandi e marroni. Le orecchie sono marroni e con le caratteristiche macchie bianche alla loro base anteriore e posteriore. Le ali sono marroni e attaccate posteriormente alla base del secondo dito del piede. È privo di coda, mentre l'uropatagio è ridotto ad una sottile membrana che si estende lungo la parte interna degli arti inferiori. Sono presenti 8 solchi palatali dei quali solo i primi due sono spessi e non divisi. I maschi hanno una laringe ingrossata, predisposta all'emissione di forti vocalizzazioni.

## Biologia

### Comportamento
Si rifugia di giorno nel denso fogliame degli alberi a circa 8 metri dal suolo. Diviene attivo al tramonto, con i maschi che fino alla mezzanotte si riuniscono in gran numero lungo le sponde dei fiumi ed emettono forti richiami per diverse ore.

### Alimentazione
Si nutre di frutta di specie native di Ficus e di fiori di Kapok.

### Riproduzione
Danno alla luce un piccolo alla volta all'anno.

## Distribuzione e habitat
Questa specie è diffusa in Senegal meridionale, Guinea-Bissau, Guinea, Liberia, Sierra Leone, Costa d'Avorio, Ghana, Togo, Benin, Burkina Faso e Nigeria meridionali.
Vive nelle savane umide, foreste secondarie, boscaglie, zone coltivate, foreste a galleria e lungo i margini delle dense foreste.

## Conservazione
La IUCN Red List, considerato il vasto Areale, la popolazione numerosa e la presenza in diverse aree protette, classifica E.buettikoferi come specie a rischio minimo (Least Concern)).